# 白云岩
白云岩是以白云石为主要组分的碳酸岩岩石，含有少量的方解石和黏土等矿物，主要成分为碳酸镁钙，和少量的二氧化硅、氧化铁、氧化铝等，外表类似石灰岩，为浅灰色、白色或灰黑色。野外识别白云岩和石灰岩的做法通常是滴上盐酸，白云岩不发泡或微弱发泡，石灰岩发泡剧烈。

## 成分
- 理论白云石：是Ca、Mg阳离子为1:1的有序结构的碳酸盐矿物，古代地层中白云石多属这种。
- 原白云石：是Ca:Mg>1的结构有序性较弱的白云石，主产出于现代沉积中。在地表常温常压下稳定，不易向理论白云石转化。
- 淡水白云石：是淡水和低盐度地下水中缺乏离子竞争和结晶缓慢而形成的有序结构白云石。这类白云石发现于现代河流、 淡水湖泊、 洞穴沉积及土壤硬壳中。
- 盐水白云石：是高盐水环境中Mg浓度高，结晶很快时形成的Ca:Mg<1/5～1/10的无序结构白云石。

## 类型
- 同生白云岩：是沉积成岩作用早期或准同生形成的泥晶白云石组成的白云岩，组构均匀致密，粒度通常小于0.03毫米，层位稳定，发育细微层理，很少含化石，无白云石交代的迹象。
- 成岩白云岩：是成岩过程中碳酸钙被镁离子交代形成的岩石。白云岩多呈细晶结构，白云石约为0.1～0.01毫米的粒状不规则菱形晶，晶粒常呈浑浊状，含较多碳酸钙残余包体或具云雾状核心结构，常可见到白云石交代碳酸钙颗粒、生物壳体的痕迹，成岩白云岩常为似层、透镜状产出，与石灰岩接触界线不规整。
- 后生白云岩（次生白云岩）：是已固结成岩的石灰岩，再经镁离子交代形成的白云岩。具明显不均匀的交代结构，白云石粒径粗大，大小不一，发育自形菱面体和环带构造。岩石多孔隙，层理不明显，仅见残余层理构造和生物残核。后生白云岩体与周围未受白云石化的呈突变接触关系。

## 成因
白云岩成因一直是个难题。实验证明，只有在高于200℃温度条件下才能合成有序的理论白云石。在200～120℃间合成的大都是无序的原白云石。
近代沉积白云石已在加勒比海的安德鲁斯岛、佛罗里达湾、澳大利亚东南沿海的库隆湖、波斯湾南岸卡塔尔－阿布扎比潮滩等地发现。近代白云石沉积物以有序性不好的原白云石为主，主要形成于0～3米的潮上带，或潮间、下带，pH>9以上、比正常海水盐度高5～8倍的咸水中。从热力学平衡看，不可能从海水中直接沉淀有序白云石，因此提出先生成碳酸钙矿物，被溶液中Mg离子交代形成白云石的理论。

## 用途
白云岩在冶金工业中用于高炉炼铁的溶剂，也可作为碱性耐火材料，还可用做制造硫酸镁、钙镁磷肥的原料，制作玻璃、陶瓷的配料，整形的可作为去建筑材料。